# منتخب اليونان لكرة الماء
منتخب روسيا الوطني لكرة الماء هو المنتخب الذي يمثل اليونان في منافسات كرة الماء للرجال، ويقوم إتحاد اليونان لكرة الماء بإدارة شؤونه، أبرز إنجازاته هو فوزه بالمركز الثالث مرتين في بطولة العالم للسباحة و الدوري العالمي لكرة الماء.

## وصلات خارجية
- موقع الاتحاد اليوناني لكرة الماء